# Swim Cup Eindhoven 2014
De Swim Cup Eindhoven 2014 was een internationale zwemwedstrijd die gehouden werd van 10 tot en met 13 april 2014 in het Pieter van den Hoogenband Zwemstadion in Eindhoven. De wedstrijden vonden plaats in een 50 meterbad. Deze wedstrijd vormde samen met de wereldkampioenschappen zwemmen 2013 en de Amsterdam Swim Cup 2013 het kwalificatietraject voor de Nederlandse zwemmers richting de Europese kampioenschappen zwemmen 2014 in Berlijn. Het toernooi deed tevens dienst als Nederlandse kampioenschappen zwemmen.

## Wedstrijdschema
Hieronder het geplande tijdschema van de wedstrijd, alle aangegeven tijdstippen zijn Midden-Europese Tijd.
| Donderdag 10/04 | Vrijdag 11/04 | Zaterdag 12/04 | Zondag 13/04 |
| --- | --- | --- | --- |
| Series - vanaf 9:30 uur | Series - vanaf 9:30 uur | Series - vanaf 9:30 uur | vanaf 09:00 uur |
| 800m vrij vrouwen 200m rug vrouwen 200m rug mannen 50m vrij vrouwen 50m vlinder mannen 400m wissel mannen 100m vlinder vrouwen 100m vrij mannen 200m wissel vrouwen F 800m vrij mannen  | 1500m vrij mannen 200m vlinder mannen 200m vrij vrouwen 50m rug mannen 50m rug vrouwen 400m wissel vrouwen 100m school mannen 100m school vrouwen 200m wissel mannen F 1500m vrij vrouwen                                                      | 200m vrij mannen 200m vlinder vrouwen 50m school mannen 50m school vrouwen 400m vrij vrouwen 100m vlinder mannen 100m vrij vrouwen                                                                               | 200m school vrouwen 200m school mannen 50m vlinder vrouwen 50m vrij mannen 400m vrij mannen 100m rug vrouwen 100m rug mannen                                                                             |
| Finales - vanaf 18:00 uur | Finales - vanaf 18:00 uur | Finales - vanaf 18:00 uur | vanaf 16:30 uur |
| HF 50m vrij vrouwen HF 50m vlinder mannen F 200m rug vrouwen F 200m rug mannen F 100m vlinder vrouwen HF 100m vrij mannen F 200m wissel vrouwen F 50m vrij vrouwen F 50m vlinder mannen | HF 50m rug mannen HF 50m rug vrouwen F 200m vlinder mannen F 200m vrij vrouwen F 100m school mannen F 100m school vrouwen F 200m wissel mannen F 400m wissel vrouwen F 50m rug mannen F 50m rug vrouwen F 800m vrij vrouwen F 100m vrij mannen | HF 50m school mannen HF 50m school vrouwen F 200m vlinder vrouwen F 200m vrij mannen HF 100m vrij vrouwen F 100m vlinder mannen F 400m vrij vrouwen F 50m school mannen F 50m school vrouwen F 1500m vrij mannen | HF 50m vlinder vrouwen HF 50m vrij mannen F 200m school vrouwen F 100m rug vrouwen F 100m rug mannen F 200m school mannen F 50m vlinder vrouwen F 50m vrij mannen F 400m vrij mannen F 100m vrij vrouwen |

## EK-kwalificatie
De voormalig technisch directeur van de KNZB, Jacco Verhaeren, stelde onderstaande limieten vast voor deelname aan de Europese kampioenschappen van 2014 in Berlijn, Duitsland. Negen zwemmers zijn op basis van hun prestaties op de wereldkampioenschappen van 2013 en de Amsterdam Swim Cup 2013 al gekwalificeerd. Voor estafettes geldt dat de technisch directeur van de KNZB zal beoordelen of een ploeg voldoende niveau heeft voor deelname.

### Limieten

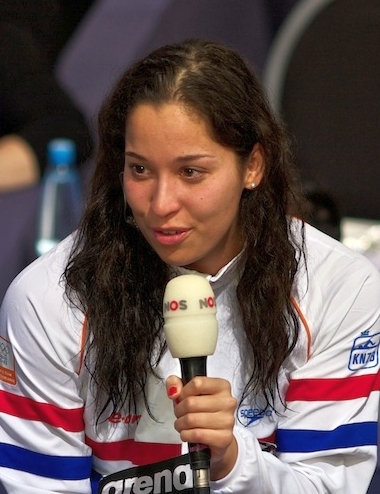
Olympisch- en wereldkampioene Ranomi Kromowidjojo is al gekwalificeerd.

| Onderdeel        | Mannen   | Vrouwen  |
| ---------------- | -------- | -------- |
| 50m vrije slag   | 22,19    | 25,23    |
| 100m vrije slag  | 49,34    | 54,93    |
| 200m vrije slag  | 1.48,12  | 1.59,21  |
| 400m vrije slag  | 3.51,80  | 4.12,24  |
| 800m vrije slag  | 7.55,63  | 8.40,99  |
| 1500m vrije slag | 15.16,77 | 16.15,67 |
| 50m rugslag      | 24,95    | 28,25    |
| 100m rugslag     | 54,73    | 1.01,22  |
| 200m rugslag     | 1.59,95  | 2.12,10  |
| 50m schoolslag   | 27,47    | 30,83    |
| 100m schoolslag  | 1.01,01  | 1.08,46  |
| 200m schoolslag  | 2.11,98  | 2.28,57  |
| 50m vlinderslag  | 23,21    | 25,94    |
| 100m vlinderslag | 52,52    | 58,89    |
| 200m vlinderslag | 1.57,75  | 2.12,14  |
| 200m wisselslag  | 2.00,71  | 2.14,28  |
| 400m wisselslag  | 4.19,21  | 4.47,14  |

### Gekwalificeerden
Mannen
| Zwemmer               | Afstand(en)              |
| --------------------- | ------------------------ |
| Bastiaan Lijesen      | 50m en 100m rugslag      |
| Sebastiaan Verschuren | 100m en 200m vrije slag  |
| Ferry Weertman        | 400m en 1500m vrije slag |

Vrouwen
| Zwemster             | Afstand(en)                             |
| -------------------- | --------------------------------------- |
| Inge Dekker          | 100m vrije slag en 50m vlinderslag      |
| Femke Heemskerk      | 50m, 100m en 200m vrije slag            |
| Ranomi Kromowidjojo  | 50m en 100m vrije slag, 50m vlinderslag |
| Maud van der Meer    | 100m vrije slag                         |
| Moniek Nijhuis       | 50m en 100m schoolslag                  |
| Wendy van der Zanden | 400m wisselslag                         |

### Limieten behaald tijdens Swim Cup
| Datum    | Naam                  | Onderdeel            | Tijd    |
| -------- | --------------------- | -------------------- | ------- |
| 10 april | Inge Dekker           | 50m vrije slag (v)   | 25,13   |
| 10 april | Inge Dekker           | 100m vlinderslag (v) | 58,30   |
| 10 april | Femke Heemskerk       | 200m wisselslag (v)  | 2.10,21 |
| 11 april | Esmee Vermeulen       | 200m vrije slag (v)  | 1.58,91 |
| 11 april | Sharon van Rouwendaal | 800m vrije slag (v)  | 8.34,17 |
| 12 april | Dion Dreesens         | 200m vrije slag (m)  | 1.47,79 |
| 12 april | Joeri Verlinden       | 100m vlinderslag (m) | 52,03   |
| 12 april | Sharon van Rouwendaal | 400m vrije slag (v)  | 4.09,18 |
| 12 april | Sharon van Rouwendaal | 200m vlinderslag (v) | 2.10,02 |
| 13 april | Sebastiaan Verschuren | 400m vrije slag (m)  | 3.49,80 |

## Nederlandse records
| Datum    | Onderdeel            | Nieuwe recordhouder   | Tijd    | Oude recordhouder | Tijd    | Datum            |
| -------- | -------------------- | --------------------- | ------- | ----------------- | ------- | ---------------- |
| 10 april | 50m vlinderslag (m)  | Joeri Verlinden       | 23,63   | Joeri Verlinden   | 23,66   | 9 augustus 2010  |
| 10 april | 200m wisselslag (v)  | Femke Heemskerk       | 2.10,21 | Femke Heemskerk   | 2.12,93 | 15 februari 2014 |
| 12 april | 200m vlinderslag (v) | Sharon van Rouwendaal | 2.10,02 | Conny van Bentum  | 2.12,33 | 30 juli 1988     |

## Medailles

### Legenda
- WR = Wereldrecord
- ER = Europees record
- NR = Nederlands record
- (Q) = Voldaan aan de EK-limiet

### Mannen
| Onderdeel   | Goud                            | Goud      | Zilver                          | Zilver   | Brons                            | Brons       |
| ----------- | ------------------------------- | --------- | ------------------------------- | -------- | -------------------------------- | ----------- |
| Vrije slag  |                                 |           |                                 |          |                                  |             |
| 50 m        | Andrij Hovorov Oekraïne         | 22,17     | Alan Madeira Brazilië           | 22,37    | Sergej Fesikov Rusland           | 22,49       |
| 100 m       | Sebastiaan Verschuren Nederland | 49,19     | Velimir Stjepanović Servië      | 49,21    | Christos Katrantzis Griekenland  | 49,28       |
| 200 m       | Velimir Stjepanović Servië      | 1.46,87   | Sebastiaan Verschuren Nederland | 1.47,21  | Dion Dreesens Nederland          | 1.47,79 (Q) |
| 400 m       | Velimir Stjepanović Servië      | 3.48,25   | Ferry Weertman Nederland        | 3.48,94  | Sebastiaan Verschuren Nederland  | 3.49,80 (Q) |
| 800 m       | Ferry Weertman Nederland        | 7.57,46   | Maarten Brzoskowski Nederland   | 8.02,45  | David Brandl Oostenrijk          | 8.08,79     |
| 1500 m      | Pál Joensen Faeröer             | 15.19,20  | Maarten Brzoskowski Nederland   | 15.26,21 | David Brandl Oostenrijk          | 15.36,81    |
| Rugslag     |                                 |           |                                 |          |                                  |             |
| 50 m        | Bastiaan Lijesen Nederland      | 25,13     | Jesse Puts Nederland            | 25,34    | Laurent Bams Nederland           | 26,11       |
| 100 m       | Bastiaan Lijesen Nederland      | 54,78     | Mattias Carlsson Zweden         | 55,17    | Laurent Bams Nederland           | 56,21       |
| 200 m       | Mattias Carlsson Zweden         | 1.59,29   | Emmanuel Vanluchene België      | 2.01,39  | Lander Hendrickx België          | 2.02,63     |
| Schoolslag  |                                 |           |                                 |          |                                  |             |
| 50 m        | Čaba Silađi Servië              | 27,50     | Ioannis Karpouzlis Griekenland  | 27,77    | Hendrik Feldwehr Duitsland       | 27,95       |
| 100 m       | Raphael de Oliveira Brazilië    | 1.01,11   | Bram Dekker Nederland           | 1.01,42  | Čaba Silađi Servië               | 1.01,48     |
| 200 m       | Erik Persson Zweden             | 2.11,54   | Christian vom Lehn Duitsland    | 2.13,03  | Sébas van Lith Nederland         | 2.13,26     |
| Vlinderslag |                                 |           |                                 |          |                                  |             |
| 50 m        | Andrij Hovorov Oekraïne         | 23,17     | Joeri Verlinden Nederland       | 23,71    | Jevgeni Korotysjkin Rusland      | 24,04       |
| 100 m       | Joeri Verlinden Nederland       | 52,03 (Q) | Jevgeni Korotysjkin Rusland     | 53,57    | Daniel Steen Andersen Denemarken | 53,78       |
| 200 m       | Velimir Stjepanović Servië      | 1.56,70   | Robert Zbogar Slovenië          | 1.59,24  | Fabian Beimin Nederland          | 2.03,55     |
| Wisselslag  |                                 |           |                                 |          |                                  |             |
| 200 m       | Sébas van Lith Nederland        | 2.01,33   | Mike Marissen Nederland         | 2.02,64  | Andreas Vazaios Griekenland      | 2.02,74     |
| 400 m       | Sébas van Lith Nederland        | 4.19,73   | Erik Persson Zweden             | 4.19,82  | Louis Croenen België             | 4.24,30     |

### Vrouwen
| Onderdeel   | Goud                             | Goud            | Zilver                             | Zilver          | Brons                              | Brons    |
| ----------- | -------------------------------- | --------------- | ---------------------------------- | --------------- | ---------------------------------- | -------- |
| Vrije slag  |                                  |                 |                                    |                 |                                    |          |
| 50 m        | Sarah Sjöström Zweden            | 24,15           | Ranomi Kromowidjojo Nederland      | 24,35           | Pernille Blume Denemarken          | 24,73    |
| 50 m        | Sarah Sjöström Zweden            | 24,15           | Ranomi Kromowidjojo Nederland      | 24,35           | Inge Dekker Nederland              | 24,73    |
| 100 m       | Sarah Sjöström Zweden            | 52,73           | Femke Heemskerk Nederland          | 53,64           | Michelle Coleman Zweden            | 53,66    |
| 200 m       | Sarah Sjöström Zweden            | 1.55,04         | Femke Heemskerk Nederland          | 1.56,39         | Michelle Coleman Zweden            | 1.57,40  |
| 400 m       | Sharon van Rouwendaal Nederland  | 4.09.18 (Q)     | Esmee Vermeulen Nederland          | 4.13,29         | Rieneke Terink Nederland           | 4.14,67  |
| 800 m       | Sharon van Rouwendaal Nederland  | 8.34,17 (Q)     | Sabrina Marzahn Duitsland          | 8.49,49         | Denise Gruhn Duitsland             | 8.51,71  |
| 1500 m      | Sabrina Marzahn Duitsland        | 16.51,68        | Denise Gruhn Duitsland             | 16.53,36        | Spela Perse Duitsland              | 16.59,20 |
| Rugslag     |                                  |                 |                                    |                 |                                    |          |
| 50 m        | Etiene Medeiros Brazilië         | 27,95           | Mie Nielsen Denemarken             | 28,01           | Aleksandra Gerasimenia Wit-Rusland | 28,23    |
| 100 m       | Mie Nielsen Denemarken           | 59,39           | Kira Toussaint Nederland           | 1.01,50         | Maaike de Waard Nederland          | 1.01,83  |
| 200 m       | Michelle Coleman Zweden          | 2.10,56         | Jördis Steinegger Oostenrijk       | 2.12,49         | Kira Toussaint Nederland           | 2.13,71  |
| Schoolslag  |                                  |                 |                                    |                 |                                    |          |
| 50 m        | Jennie Johansson Zweden          | 30,73           | Moniek Nijhuis Nederland           | 30,93           | Rikke Møller Pedersen Denemarken   | 31,08    |
| 100 m       | Rikke Møller Pedersen Denemarken | 1.06,42         | Jennie Johansson Zweden            | 1.07,50         | Moniek Nijhuis Nederland           | 1.07,82  |
| 200 m       | Rikke Møller Pedersen Denemarken | 2.19,61         | Lisa Zaiser Oostenrijk             | 2.28,67         | Jessica Eriksson Zweden            | 2.31,08  |
| Vlinderslag |                                  |                 |                                    |                 |                                    |          |
| 50 m        | Inge Dekker Nederland            | 25,55           | Aleksandra Gerasimenia Wit-Rusland | 26,62           | Elinore de Jong Nederland          | 26,81    |
| 100 m       | Sarah Sjöström Zweden            | 57,01           | Inge Dekker Nederland              | 57,33           | Jeanette Ottesen Denemarken        | 57,78    |
| 200 m       | Franziska Hentke Duitsland       | 2.08,90         | Sharon van Rouwendaal Nederland    | 2.10,02 NR, (Q) | Claudia Hufnagl Oostenrijk         | 2.14,19  |
| Wisselslag  |                                  |                 |                                    |                 |                                    |          |
| 200 m       | Femke Heemskerk Nederland        | 2.10,21 NR, (Q) | Lisa Zaiser Oostenrijk             | 2.12,33         | Wendy van der Zanden Nederland     | 2.14,31  |
| 400 m       | Franziska Hentke Duitsland       | 4.45,94         | Kathrin Demler Duitsland           | 4.49,93         | Marjolein Delno Nederland          | 4.53,86  |